# Jean Graverol
Jean Graverol (* um 1637 in Nîmes; † 1718 in London), Pseudonym bzw. latinisiert Johannes Rolegravius, war ein französischer protestantischer Theologe. Er vertrat entschieden die Glaubensrichtung der Hugenotten und wanderte nach der Aufhebung des Edikts von Nantes (1685), um religiösen Verfolgungen zu entgehen, aus Frankreich aus. Zuerst lebte er kurzzeitig in Amsterdam und anschließend in London. Er war mit den Gelehrten Pierre Bayle und Jacob Spon befreundet.

## Leben
Jean Graverol war ein jüngerer Bruder des französischen Rechtsgelehrten und Altertumsforschers François Graverol. Er widmete sich gemäß dem Wunsch seiner Eltern der Theologie und wurde, nachdem er seine Studien in Genf beendet hatte, 1671 zum Prediger in Pradelles (im jetzigen Département Haute-Loire) ernannt. Bereits im folgenden Jahr erhielt er eine Pfarrerstelle in Lyon, weil er sich unter seinen Glaubensgenossen als gründlicher Kenner und Verteidiger ihrer Lehre bewährte.
In seinem ersten polemischen Versuch De religionum conciliatoribus (Lausanne 1674), den er unter dem Pseudonym J. Rolegravius, einem Anagramm seines latinisierten Namens, herausgab, bestritt Graverol heftig den Vorschlag des reformierten Predigers Isaac d’Huisseau zu Saumur zur Vereinigung aller christlichen Konfessionen als eine törichte und unausführbare Fantasie. Ebenso sprach er sich in den Schriften Réponse d’un theologien à un de ses amis sur quelques points de la discipline ecclésiastique (Lausanne 1679) und  L’église protestante justifiée par l’église romaine sur quelques points de controverse (Genf 1682) mit Bezugnahme auf die Geschichte der christlichen Gebräuche entschieden zugunsten seiner Konfession aus. Er beobachtete aber in diesen beiden Werken, obgleich er das letztgenannte anonym herausgab, stets die dem Gegner schuldigen Rücksichten und blieb auf der von der wissenschaftlichen Forschung vorgegebenen Bahn. Diese verließ er auch nicht in der Rechtfertigungsschrift des berühmten Reformators Théodore de Bèze (De juvenilibus Theodori Bezae poematiis, epistola ad N. C., qua Mainburgius aliique Bezae nominis obtrectatores accurate confutantur, Amsterdam 1683), als dessen Andenken vom Jesuiten Louis Maimbourg wegen seines Epigramms De sua in Caudidam et Audebertum benevolentia verunglimpft wurde.
Nach dem Edikt von Fontainebleau (1685) floh Graverol wie viele andere Protestanten in die Niederlande. Er hielt sich einige Zeit in Amsterdam auf, wo er seinen Mahnruf an die vom Protestantismus Abgefallenen erließ (Instructions pour les Nicodémites, où, après avoir convaincu ceux qui sont tombés, de la grandeur de leur crime, on fait voir qu’aucune violence ne peut dispenser les hommes de l’obligation de professer la vérité, Amsterdam 1687). In diesem Werk forderte er die während der Verfolgungen unfreiwillig zur katholischen Konfession übergegangenen Protestanten auf, Frankreich zu verlassen und in ein protestantisches Land zu übersiedeln. Diese die Interessen Frankreichs nahe berührende und anonym gedruckte Schrift erlebte später unter einem etwas veränderten Titel (Instructions pour les Nicodémites, ou pour ceux qui feignent d’être d’une religion dont ils ne sont pas, et qui cachent leurs véritables sentiments, Amsterdam 1700) eine zweite, fälschlich J. Gagnier zugeschriebene Auflage.
Von Amsterdam begab sich Graverol nach London, wo ihm die Leitung einer französischen protestantischen Kirche übertragen wurde. Diese führte er zur Zufriedenheit seiner Gemeinde, ohne seine schriftstellerische Tätigkeit aufzugeben. Er verfasste hier ein Religionshandbuch für seine Glaubensgenossen (Des points fondamentaux de la religion chrétienne, Amsterdam 1697). Ferner versuchte er die verschiedenen protestantischen Konfessionen Englands durch eine die einzelnen religiösen Auffassungsunterschiede ausgleichende Darstellung der Aufgabe der Reformation überhaupt (Projet de réunion entre les Protestants de la Grande-Bretagne, London 1689) zu vereinigen, was indessen erfolglos blieb. Zur Erreichung seines Zwecks bekämpfte er die Übertreibungen aller Parteien und den gefährliche Früchte treibenden Fanatismus. Insbesondere war er ein unerbittlicher Gegner des sich ausweitenden Prophetentums und eiferte in einer aus drei Briefen bestehenden Flugschrift (Réflexions désintéressées sur certains prétendus inspirés, qui depuis quelque temps se mêlent de prophétiser dans Londres, London 1707) gegen die sogenannten Propheten der Cevennen, unter denen der Mathematiker und Astronom Nicolas Fatio de Duillier eine hervorragende Rolle spielte.

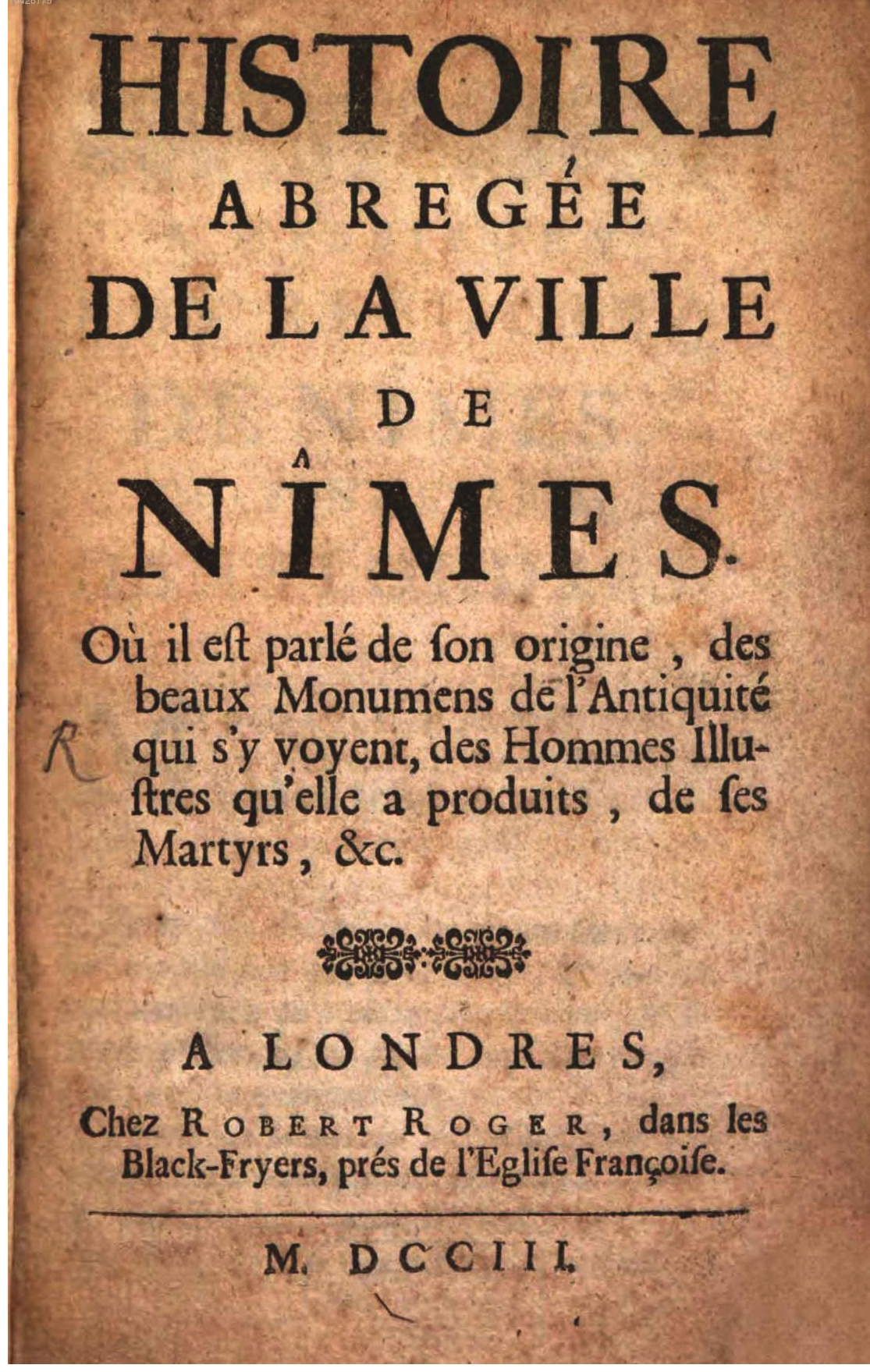
Titelseite der 1703 erschienenen Histoire abregée de la ville de Nîmes

Andererseits war Graverol ebenso entschieden gegen die Angriffe freierer Denker auf die Überlieferungen der Bibel. Er bemühte sich, die vom englischen Theologen Thomas Burnet in der Archaeologia philosophica (1692) aufgestellte und auf geologische Forschungen gegründete Ansicht über die Erschaffung der Welt, dass die Genesis als Allegorie zu betrachten sei, in einer Gegenschrift zu widerlegen (Moses vindicatus, sive asserta historiae creationis mundi aliarumque quales a Mose narrantur, veritas, adversus Th. Burnetii archaeologias philosophicas, Amsterdam 1694). Während aber Burnets Theorie noch länger erörtert wurde, geriet Graverols Widerlegung rasch in Vergessenheit.
Von den kleineren Schriften Graverols ist noch zu erwähnen die Biographie Thomas Sprats, des Bischofs von Rochester, vor der französischen Übersetzung von dessen Bemerkungen über Sorbieres Reise (Observations on M. Sorbiere voyage in to England): Réponse aux faussetés et invectives de la relation de M. Sorbiere (Amsterdam 1675). Auch veröffentlichte Graverol eine Lobrede auf Jacob Spon in den Nouvelles de la république des lettres von Pierre Bayle (Februar und Juni 1696) sowie mehrere andere Aufsätze in dieser Zeitschrift. Er verfasste ferner eine Schrift, die den protestantischen Flüchtlingen von Nîmes und ihren Kindern ein Andenken an ihre ehemalige Vaterstadt liefern sollte (Histoire abregée de la ville de Nîmes, où il est parlé de son origine, des beaux monuments de l’antiquité qui s’y voient, des hommes illustres qu’elle a produits, de ses martyrs …, London 1703).
Graverol, der u. a. mit den Gelehrten Bayle und Spon befreundet war,  starb 1718 in London.
Zwei seiner Werke wurden durch die römisch-katholische Glaubenskongregation auf den Index gesetzt: Tractatus de religionum conciliatoribus (per Dekret vom 11. August 1710) und L’ Église protestante justifiée par l’Église romaine (per Dekret vom 20. September 1734).